# Kurzberichterstattungsrecht
Kurzberichterstattungsrecht ist das Recht der in der Europäischen Union zugelassenen Fernsehsender, in Bild und Ton über Veranstaltungen und Ereignisse zu berichten, die öffentlich zugänglich und von allgemeinem Informationsinteresse sind.

## Allgemeines
Im Regelfall können Rundfunk- und Fernsehveranstalter ihr Recht auf Berichterstattung im Rahmen der Pressefreiheit nach Art. 5 GG uneingeschränkt nutzen. Es gibt jedoch dort Schranken für die Berichterstattung, wo individuelle Rechte Dritter beginnen und Vorrang genießen. Das ist einerseits das Persönlichkeitsrecht, das die einzelne Person vor Eingriffen in ihren Lebens- und Freiheitsbereich schützt (Art. 1 Abs. 1 und Art. 2 Abs. 1 GG) und ihr ein Hausrecht einräumt, und andererseits das Urheberrecht, das insbesondere bei öffentlichen Konzerten gilt.
Ein Zutrittsrecht für Medien besteht nur bei öffentlichen Versammlungen. Öffentlich ist eine Versammlung nur dann, wenn ihr Teilnehmerkreis nicht auf einen vorher festgelegten Personenkreis begrenzt ist. Deshalb ist eine Hauptversammlung einer Aktiengesellschaft nicht öffentlich, da nur Aktionäre zugelassen sind. Unter Versammlungen versteht man Veranstaltungen, bei denen Personen zum Zwecke gemeinsamer Erörterungen oder Kundgebungen zusammenkommen. Im Rahmen seines Hausrechts kann der Veranstalter bestimmen, wem er unter welchen Bedingungen Zutritt gewährt.

## Geschichte
Das Kurzberichterstattungsrecht geht auf die Einführung des dualen Rundfunksystems zurück, das seit Januar 1984 in der Bundesrepublik besteht. Eine seiner Folgen war ein verschärfter Wettbewerb der Fernsehveranstalter um Zuschauer. Insbesondere die privaten Fernsehveranstalter versuchten zunehmend, ihren Zuschaueranteil durch den Erwerb exklusiver Senderechte an herausragenden Sportveranstaltungen zu vergrößern. Exklusiv bedeutete, dass andere Fernsehsender von jeglicher Übertragung ausgeschlossen waren. Da die privaten Fernsehprogramme aufgrund des damaligen Stands der Technik jedoch nicht flächendeckend empfangen werden konnten, entstanden erhebliche Lücken in der Versorgung der Fernsehzuschauer, die zu partiellen Informationsmonopolen führten. Unmittelbarer Auslöser war ein im April 1988 zwischen dem Deutschen Fußball-Bund und der UFA Film- und Fernseh-GmbH geschlossener Exklusivvertrag, durch den der flächendeckende Zugang zu Spielen der Fußball-Bundesliga gefährdet war. Die dadurch entstandene öffentliche Diskussion veranlasste die Bundesländer zu gesetzgeberischen Maßnahmen. Deshalb wurde am 31. August 1991 erstmals das Recht auf Kurzberichterstattung im Rundfunkstaatsvertrag verankert. Auch auf EU-Ebene ist das Recht auf Kurzberichterstattung in einer EU-Richtlinie vom Juni 1997 vorgesehen. Hier gestattet Ziffer 18 den Mitgliedsstaaten eine Regelung über die Ausübung ausschließlicher (also exklusiver) Senderechte bei Ereignissen „von erheblicher gesellschaftlicher Bedeutung“.
Das BVerfG hat am 17. Februar 1998 entschieden, dass es keine unentgeltliche Kurzberichterstattung bei „berufsmäßig durchgeführten Veranstaltungen“ geben dürfe; vielmehr beruhe die Entgeltpflicht auf billigem Entgelt nach §§ 1025 ff. ZPO. Bei „berufsmäßig durchgeführten Veranstaltungen“ handelt es sich um den Schutzbereich am eingerichteten und ausgeübten Gewerbebetrieb, wozu die gewerbliche Veranstaltung von Sportereignissen gehört. Beruf ist danach nicht nur die aufgrund einer persönlichen „Berufung“ ausgewählte und aufgenommene Tätigkeit, sondern jede auf Erwerb gerichtete Beschäftigung, die sich nicht in einem einmaligen Erwerbsakt erschöpft; dieser Berufsbegriff ist auch auf juristische Personen des Privatrechts anwendbar.

## Rundfunkstaatsvertrag und Medienstaatsvertrag
Im Rundfunkstaatsvertrag (RStV) widmet sich § 5 RStV ausführlich dem Kurzberichterstattungsrecht. Es gilt nur für das Fernsehen, nicht jedoch für Hörfunk und Printmedien. Unentgeltliche Kurzberichterstattung ist nur über öffentlich zugängliche Veranstaltungen und Ereignisse möglich, wenn sie von allgemeinem Informationsinteresse sind (§ 5 Abs. 1 Satz 1 RStV). Veranstaltungen von Kirchen und anderen Religionsgemeinschaften gehören nicht zum Kreis der Kurzberichterstattung (§ 5 Abs. 3 RStV). Die Obergrenze ist auf 1 ½ Minuten festgelegt (§ 5 Abs. 4 RStV), wenngleich das nur für „kurzfristig und regelmäßig wiederkehrende Veranstaltungen“ gilt. Unentgeltlich bedeutet, dass der Veranstalter höchstens das übliche Eintrittsgeld verlangen darf (§ 5 Abs. 6 RStV). Die Übertragung ist nach Möglichkeit zehn Tage vor Beginn der Veranstaltung anzumelden. Der Veranstalter kann verlangen, dass der Bericht zeitversetzt mit dem Ereignis ausgestrahlt wird. Darüber hinaus kann der Veranstalter die Übertragung einer Veranstaltung auch ganz ausschließen, dann darf jedoch gar kein Fernsehsender, auch nicht exklusiv, Übertragungsrechte eingeräumt bekommen. Das Kurzberichterstattungsrecht gibt also keinen Informationsanspruch, sondern soll lediglich ein Berichterstattungsmonopol vermeiden. Auch das Kurzberichterstattungsrecht wird durch das Persönlichkeits- und Urheberrecht begrenzt (§ 5 Abs. 2 RStV).
Seit der Überführung des Rundfunkstaatsvertrags in den Medienstaatsvertrag (MStV) 2020 ist das Kurzberichterstattungsrecht in § 14 MStV regelt. Hiermit wurde keine inhaltliche Änderung beabsichtigt.

## Exklusivrechte
Der Veranstalter kann wählen, ob er Exklusivrechte, Erst-, Zweit- und Drittverwertungsrechte oder nachrichtliche Berichterstattungsrechte an das Fernsehen vergibt. Bei Exklusivrechten gibt es nur einen einzigen Lizenznehmer, der das Ereignis ausschließlich übertragen darf, andere werden vollkommen ausgeschlossen. Damit dürfen alle anderen Fernsehsender über diese Aufführungen nur noch im Rahmen von Nachrichtensendungen in Form des Kurzberichts informieren.
Der EuGH hatte im Januar 2013 entschieden, dass andere Fernsehsender kostenlos nur im Rahmen der Kurzberichterstattung von 90 Sekunden hierüber berichten dürfen, sofern beim Zugang zu einem Sendesignal keine Kosten anfallen. Der Exklusivrechtsinhaber hat nur Anspruch auf Kostenerstattung, wenn technisch bedingte Aufwendungen anfallen. Es ging im Fall vor dem EuGH um Sky Österreich, die die Exklusivrechte für die Europa League in Österreich besaßen und durch die österreichische Regulierungsbehörde KommAustria verpflichtet wurden, dem ORF eins das kostenlose Recht auf Kurzberichterstattung entsprechend der österreichischen Richtlinie über audiovisuelle Mediendienste einzuräumen. Der EuGH war der Auffassung, dass der Eingriff in die Berufsfreiheit von Sky Österreich gerechtfertigt sei, weil er dem Grundrecht auf Informationsfreiheit diene. Sky könne sich deshalb nicht als Inhaber von Exklusivrechten auf den Schutz des Art. 16 der Charta der Grundrechte der Europäischen Union (Berufsfreiheit) berufen.
Das Recht auf Kurzberichterstattung von Ereignissen von großem öffentlichem Interesse ist auch in Art. 15 der Richtlinie über audiovisuelle Mediendienste geregelt. Demnach ist bei exklusiv übertragenen Ereignissen anderen Fernsehsendern ein fairer, angemessener und diskriminierungsfreier Zugang zu gewähren. Die Kurzberichterstattung darf allerdings ausschließlich in allgemeinen Nachrichtensendungen, unter Einhaltung von Fristen für die Ausstrahlung sowie unter Angabe der Quelle des Bildmaterials erfolgen. Die einzelnen Kurzberichte dürfen dabei die Länge von 90 Sekunden nicht überschreiten.

## Internationale Regelungen
Hintergrund für das Recht auf Kurzberichterstattung ist Art. 9 der Europarats-Konvention über das grenzüberschreitende Fernsehen vom 5. Mai 1989 (SEV 132). Die Bundesrepublik Deutschland hat als Unterzeichnerstaat den Staatsvertrag über die Fernsehkurzberichterstattung verabschiedet, der in den Rundfunkstaatsvertrag übernommen wurde. Nicht zuletzt durch die Vorgaben des Europarates gibt es bereits in zahlreichen Ländern ein Kurzberichterstattungsrecht. Neben Deutschland, der Schweiz und Österreich sind dies Belgien, Frankreich, Italien, Griechenland, Portugal und Spanien.